# Piz Üertsch
Piz Üertsch är en bergstopp i Schweiz.   Den ligger i regionen Maloja och kantonen Graubünden, i den östra delen av landet, 190 km öster om huvudstaden Bern. Toppen på Piz Üertsch är 3 267 meter över havet, eller 409 meter över den omgivande terrängen. Bredden vid basen är 4,3 km.
Terrängen runt Piz Üertsch är bergig åt sydväst, men åt nordost är den kuperad. Närmaste större samhälle är St. Moritz, 10,9 km söder om Piz Üertsch. 
Trakten runt Piz Üertsch består i huvudsak av gräsmarker. Runt Piz Üertsch är det glesbefolkat, med 14 invånare per kvadratkilometer.